# Krzysztof Walenczak
Krzysztof Walenczak (ur. 1968) – polski, menedżer, urzędnik państwowy, w latach 2010–2011 podsekretarz stanu w Ministerstwie Skarbu Państwa.

## Życiorys
Jest absolwentem City University of New York, Baruch College, gdzie zdobył tytuł Bachelor of Business Administration (BBA). Ma również tytuł MBA Harvard Business School (USA). Pracował w Artur Andersen oraz w Lehman Brothers. Karierę zawodową rozpoczął w bankowości inwestycyjnej w Lehman Brothers w Nowym Jorku (2002–2007) i w Londynie (2008), gdzie odpowiadał za rozwój działalności na rynkach Europy Środkowo-Wschodniej, Rosji i Kazachstanu. W czasie swojego pobytu w Londynie doradzał polskiemu Ministerstwu Skarbu.
20 sierpnia 2010 powołany na to stanowisko stanowiska podsekretarza stanu w Ministerstwie Skarbu Państwa. Odwołany 29 grudnia 2011. Od 2012 jest dyrektorem zarządzającym Société Générale w Polsce.

## Nagrody i wyróżnienia
- Byki i Niedźwiedzie „Parkietu” (2018): Osobowość rynku – nagroda Redakcji Gazety Giełdy i Inwestorów „Parkiet”[4].